# Miguel Ángel Sainz-Maza
Miguel Ángel Sainz-Maza López (Santoña, Cantabria, 6 de enero de 1993), más conocido como Miguel Ángel, es un futbolista español. Juega de centrocampista y su equipo es la Audace Cerignola de la Serie C.
Es un centrocampista ofensivo que alterna la posición de mediapunta con la de extremo por ambas bandas, destaca por sus lanzamientos de falta.[cita requerida]

## Trayectoria

### F. C. Barcelona
Sus primeros pasos en las canchas fueron a los 5 años en la Escuela de Fútbol de Meruelo, para pasar luego a las inferiores del Santoña Club de Fútbol, llegando en 2003 al Real Racing Club de Santander. Ante la negativa de ofrecerle su renovación, en 2011 fichó por el Fútbol Club Barcelona por 210 000 euros, comenzando en el Juvenil "A". En la temporada 2012-13 se incorporó al F. C. Barcelona "B".
Su debut en competición oficial con el Barça B se produjo el 13 de octubre de 2012 contra el Sporting de Gijón, saltando al terreno de juego en el minuto 88' sustituyendo a Kiko Femenía, con la victoria por 3-0 para los azulgranas.

### Real Betis B
En enero de 2013 se llegó a un acuerdo entre el club culé y el Real Betis para la cesión hasta el final de la temporada con el filial betico, debido a que el centrocampista no tuvo espacio en los planes de Eusebio Sacristán donde solo participó en un partido, ante el Sporting (apenas 2 minutos). Tras una horrible temporada con los verdiblancos, disputando apenas 8 encuentros de los cuales solo uno fue como titular. Finalmente desciende a Tercera División vuelve al F. C. Barcelona "B".

### Reggina Calcio
Durante el verano de 2013 el club azulgrana llegó a un acuerdo con el Reggina Calcio de segunda división italiana; de esta manera daba el salto europeo firmando por tres temporadas. En su primera temporada logra tener una mayor continuidad, debutando el 14 de septiembre de 2013, incluso logra disputar la Copa Italia. En malos resultados se ve envuelto el equipo que queda penúltimo en la tabla descendiendo a Tercera División.

### U. S. Foggia
Luego de apenas una temporada, decidió emigrar del club amaranto, por lo que recaló en la Unione Sportiva Foggia, recién ascendidos a Tercera.

## Clubes
| Club                      | País   | Año       |
| ------------------------- | ------ | --------- |
| F. C. Barcelona "B"       | España | 2012-2013 |
| Real Betis "B" (cedido)   | España | 2013      |
| Reggina Calcio            | Italia | 2013-2014 |
| U. S. Foggia              | Italia | 2014-2018 |
| Pordenone Calcio (cedido) | Italia | 2017-2018 |
| A. C. Pisa 1909 (cedido)  | Italia | 2018      |
| Sicula Leonzio            | Italia | 2018-2019 |
| Cavese 1919               | Italia | 2019-2020 |
| A. S. Gubbio 1910         | Italia | 2020-2022 |
| Audace Cerignola          | Italia | 2022-     |